# Råvara
En råvara är en vara eller ämne som kan utvinnas ur naturen i syfte att omvandlas till förädlad form. Ordet är belagt sedan 1640. En annan definition är "den del av den potentiellt utnyttjbara volymen reserver som faktiskt utvinns av människan", den definitionen används exempelvis inom naturresursforskningen. Till råvaror räknas bland mycket annat skog, malm, mineraler, ull och rågummi. Industri som utvinner råvaror men inte förädlar dem vidare benämnes råvaruindustri.
Enligt uppgifter från 2020 konsumerade Europa omkring 25 procent av världens råvaror. Samtidigt producerade Europa omkring tre procent.